# Pas de peix
Un pas de peix és una instal·lació hidràulica que forma un passadís biològic per als peixos migratoris que permet superar la fragmentació de l'hàbitat pels obstacles creats per l'home que trenquen la continuïtat dels biòtops que impedeixen entre d'altres el seu retorn al lloc de naixement per reproduir-se. És un dispositiu important, quan un retorn complet a l'estat natural del riu no és possible, per la presència d'edificis, carreteres o preses.
De fet, preses, rescloses de diversos tipus, centrals hidroelèctriques, canalitzacions, dics de protecció contra l'aigua alta van empobrir considerablement la biodiversitat a molts rius en fragmentar l'hàbitat. Aquestes construccions, juntes amb la pol·lució van gairebé extingir la vida a molts hàbitats aquàtics. Per fer tornar la vida van desenvolupar-se diferents tipus de passos artificials simultàniament amb esforços de despol·luir l'aigua.
El tipus depèn del peix que hom vol ajudar i també de la moda. A l'inici, va optar-se per a una mena d'escala de formigó, a l'estil funcionalista brut dels anys 1970-80, del qual va derivar el nom popular escala de peix. Aquest concepte va comprovar-se poc eficaç per què molts peixos no semblaven gaire adoptar-lo i de més, agradava ans al contrari molt als ocells depredadors. Per assaig i error, van desenvolupar-se solucions millors. Des dels anys 1990, els experts prefereixen crear braços laterals a cabal reduït, que contornen l'obstacle i s'assemblaven tant com és possible a un riu natural. Malauradament, en llocs molt urbanitzats, de vegades falta l'espai necessari per a aquesta solució.
Una innovació recent és un pas en forma de sifó, que pot ésser una instal·lació permanent o temporal, per exemple durant obres. L'ascensor de peix és un altre variant: els peixos estan dirigits a una mena de bertrol que a intervals regulars es tanca, puja i es buida prudentment a dalt. Si més sovint és la pujada que és problemàtica, al cas d'una central hidroelèctrica també és la baixada: sense protecció, molts peixos moren a les turbines. S'assaja aleshores de desviar-los abans que es perden a les turbines i de conduir-los pel corrent a un by-pass segur.
La Directiva marc de l'aigua obliga als estats-membres de redigir un pla hidrològic per a garantir una fauna sana als rius o d'actuar per a fer tornar-la en millorar la qualitat de l'aigua i en suprimir els obstacles.

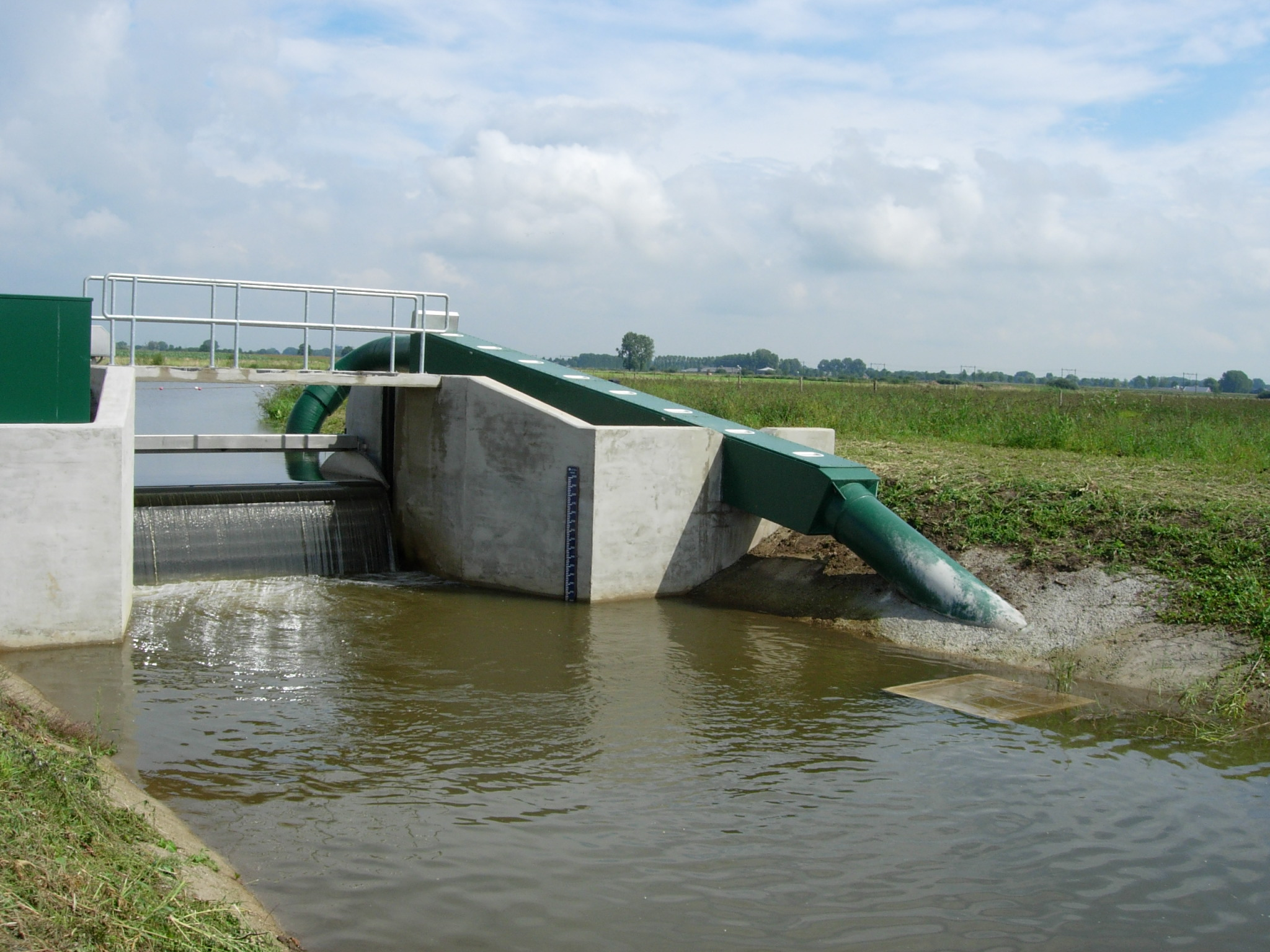
Pas en forma de sifó
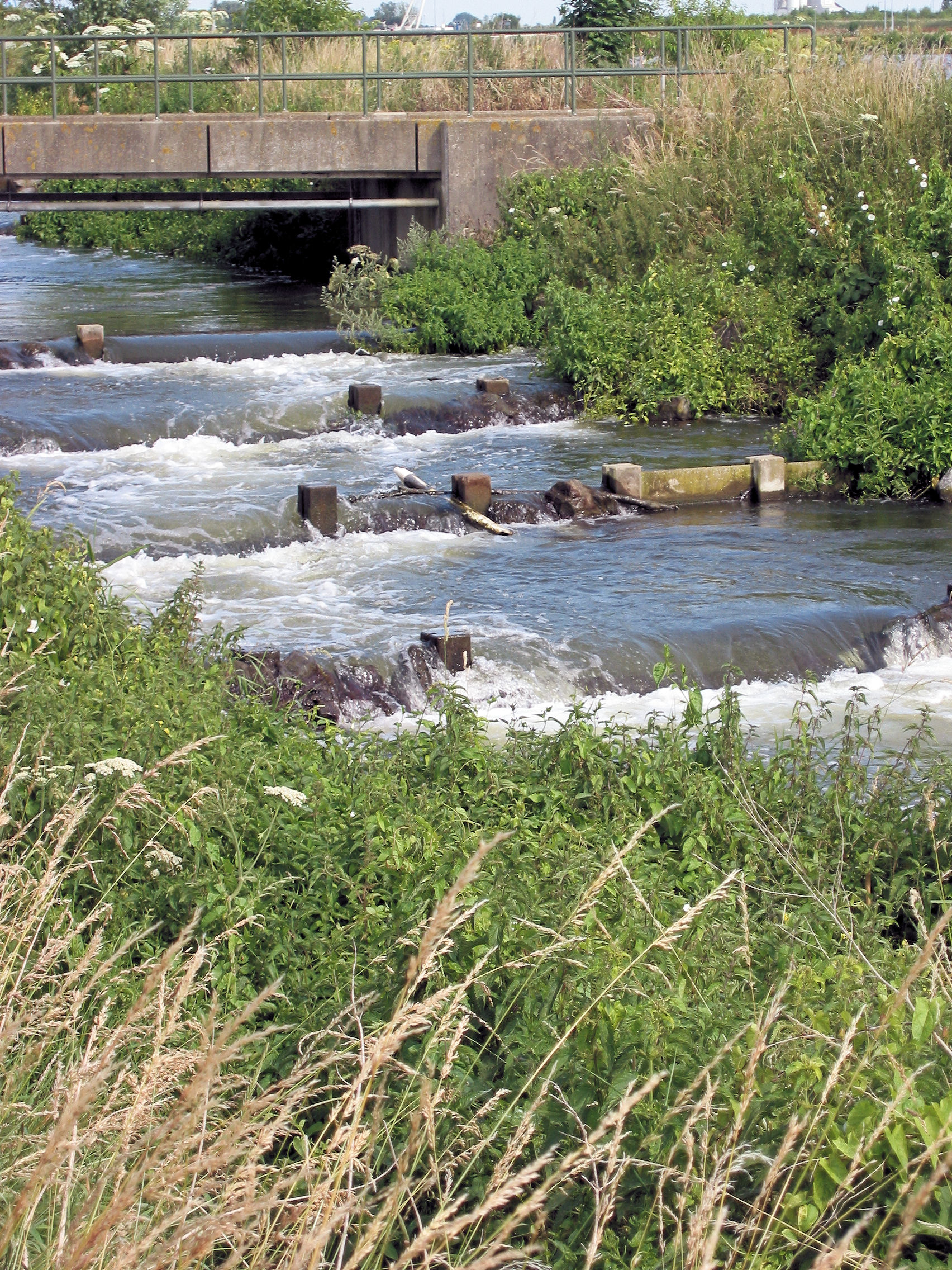
Pas natural al Mosa a Lith (Països Baixos)
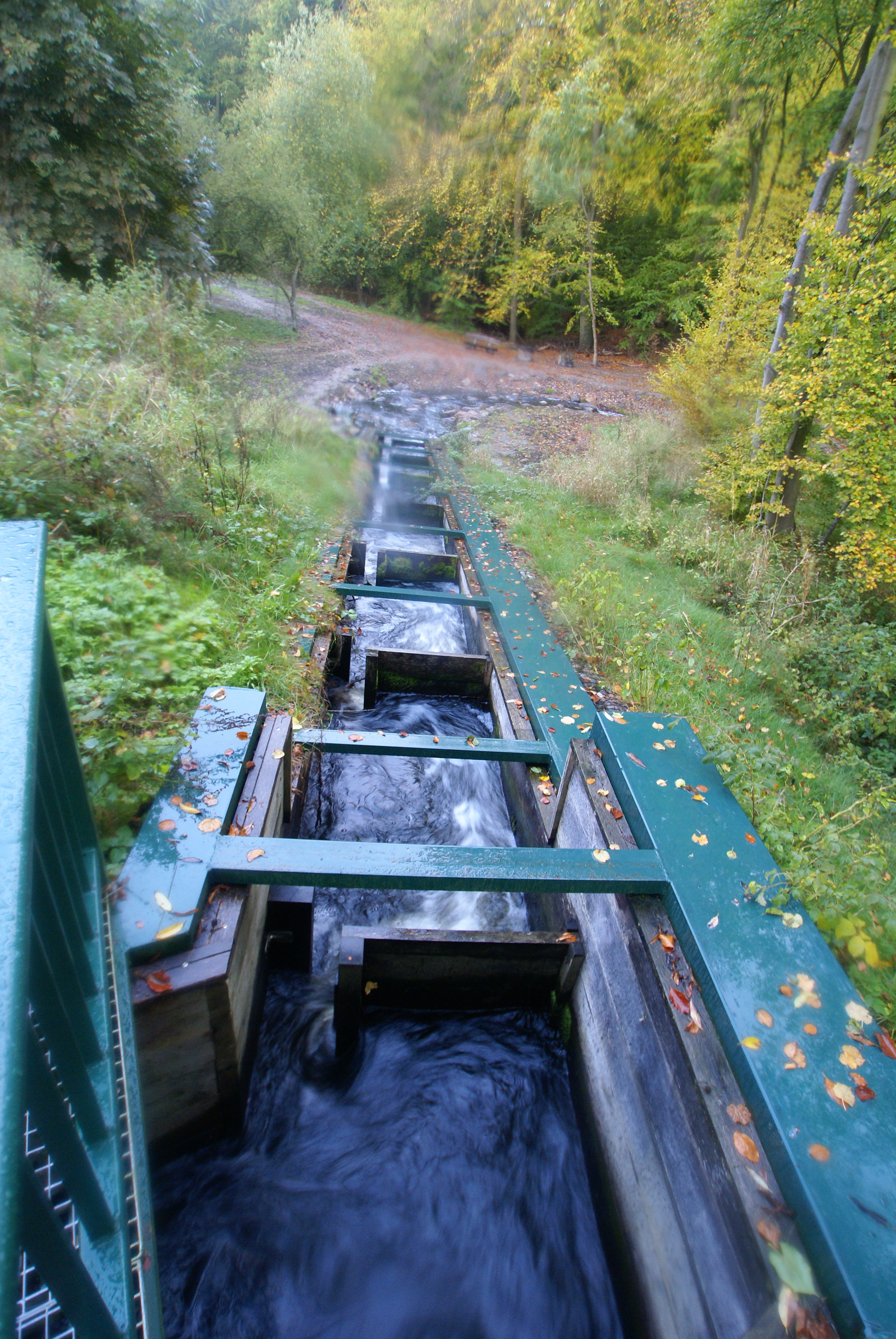
El pas de peix a l'Ammersbek a Hamburg
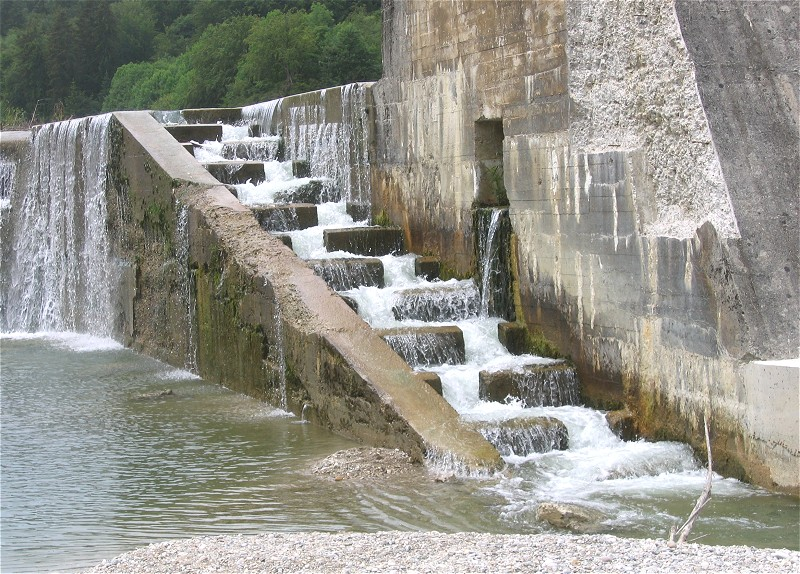
Una escala a l'Isar a Pullach (Alemanya)
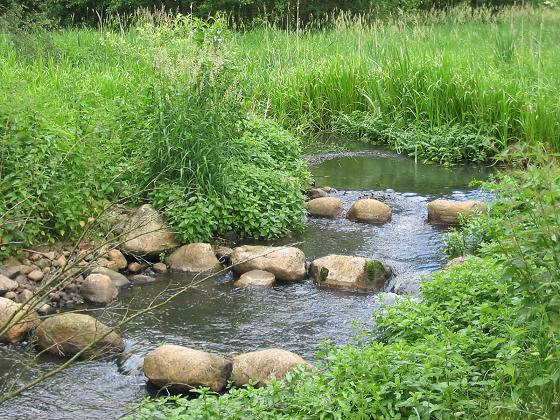
Un pas natural modern al riu Schlatbach a Brandenburg
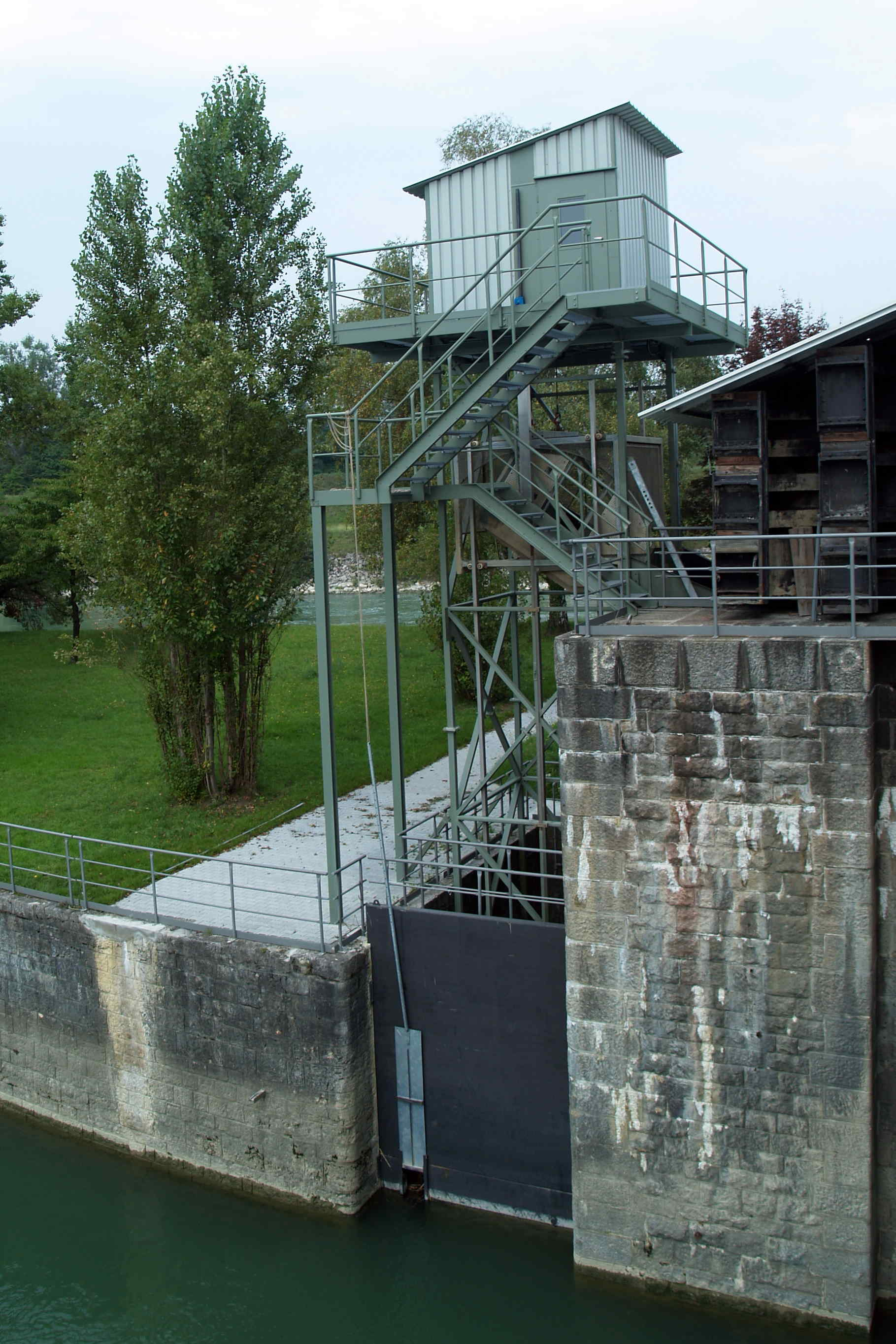
Ascensor de peix al Rin entre Augst i Whylen
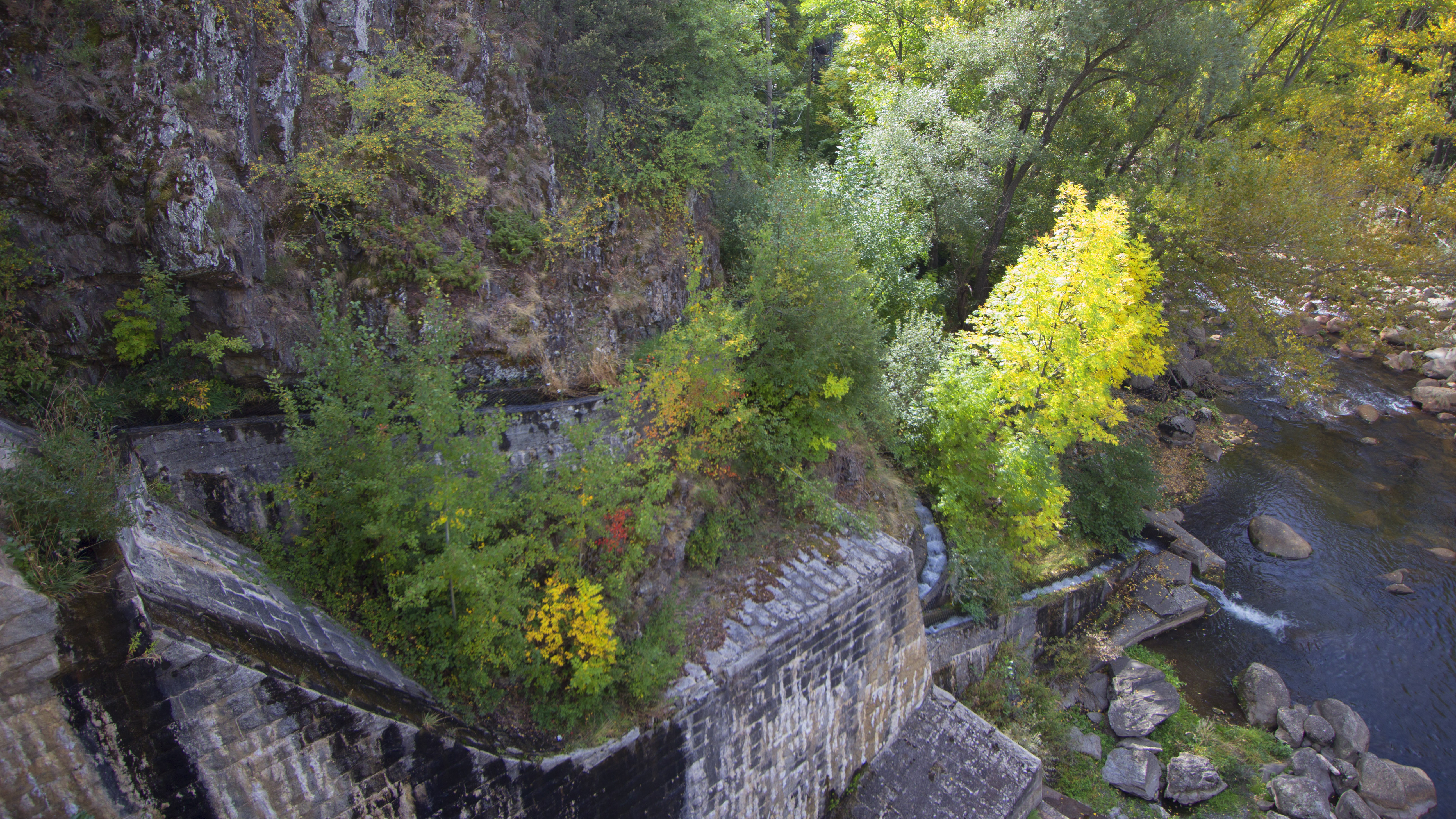
Escala de peixos al pantà de la Torrassa, a Espot (Pallars Sobirà)